# Wovia
Wovia est un village du Cameroun, situé dans le département du Fako et la région du Sud-Ouest.

## Géographie

### Localisation
Wovia est limitrophe des villages Bota Land à l'Est, au Sud par le  village Kie, au Nord part le mont Etinde et à l'Ouest par les villages Isokolo et Ngeme. Le village est relié aux capitales économique et politique (Douala et Yaoundé respectivement) par la route nationale No 3, à 70 km de Douala et 330 km de Yaoundé.

### Géologie et relief
Le village est situé sur un des versants du mont Cameroun. Il s'agit d'un des plus grands des volcans boucliers d'Afrique. Le relief se compose de roches sédimentaires datant du Crétacé et du Quaternaire, reposant sur les roches métamorphiques du Précambrien.

### Hydrographie

#### Petits cours d'eau
Le village est parcouru par des petits cours d'eau issus du flanc du mont Cameroun.

### Climat
Tout comme ses villages voisins, Wovia est situé en zone climatique équatoriale et bénéficie d'un climat humide et tempéré. Le climat est caractérisé par deux saisons sèches (juillet - août  et décembre - février) et deux saisons pluvieuses (mars - juin et septembre - novembre). Le village jouit du caractère particulier du climat lié au mont Cameroun avec une hauteur annuelle de pluviométrie de 5 080 mm.

#### Données complémentaires
- Station de relevé des mesures : 
  - Pays :
  - Coordonnées :
  - Altitude : 375 m
- Précipitations totales : 1 329 mm
- Températures moyennes : 26,5 °C

Pour plus d'informations sur TimeLine, voir Help:EasyTimeline syntax sur Méta.

### Voies de communication et transport

#### Voies de communications
La nationale No 03 issue de Yaoundé traverse le village de son côté Sud. Cependant de nombreuses pistes issues des anciens champs de plantation de la CDC sont utilisées pour la circulation dans le village.

#### Transport
Partant de la capitale économique Douala, les coûts de transport varient suivant que l'on utilise des véhicules de transport de la communauté urbaine ou les voitures des particuliers. Pour ce qui est des véhicules de transports interurbains, il faut débourser 1300 Franc CFA quittant du parc de voyage situé à la sortie de la ville jusqu'à l'entrée de la ville de Limbé. Pour les voitures des particuliers, communément appelées "Clandos : Clandestins", il faut débourser entre 2000 Franc CFA et 3000 Franc CFA suivant l'affluence. Et de l'entrée de la ville de Limbé, on débourse le montant de 500 FCFA, en utilisant les taxis pour se rendre au village. À l'intérieur du village, les déplacements motorisés s'effectuent uniquement par le biais des motos taxis.

## Urbanisme

### Morphologie urbaine
Comme la plupart de ses consœurs, le village subit actuellement une forte croissance urbaine. Cela commence au début du vingtième siècle avec l'arrivée des Allemands qui  développent de vastes champs de plantations. Ces champs modélisent les habitats des autochtones pour les rendre plus modernes. Après le départ des Allemands en 1915 et l'arrivée des Anglais, les champs sont regroupés autour de la CDC qui continue l'exploitation et l'amélioration des champs longtemps créés. Il faudra attendre 1981 avec la création de la Société Nationale de Raffinage du Cameroun (SONARA) pour avoir une économie alternative. Du fait du manque des logements pour leurs premiers employés, les habitations avec des matériaux durables naissent afin d’accueillir ce flux de travailleurs. De nos jours, l'on compte quelques rares habitations en matériaux provisoires qui rappellent le passé agricole du village.

### Projets d'aménagements
Du fait de l'organisation de la coupe d'Afrique des Nations de football, le village fait partie d'un vaste programme gouvernemental de projets d'aménagements. En effet un stade devant accueillir les matchs de cette compétition est construit dans le village voisin. La raréfaction des infrastructures hôtelières et d'accueil ont conduit au déguerpissement des populations dont les constructions ne répondent pas aux normes actuelles de sécurité.

### Risque sismique
Le risque sismique subsiste du fait que le village est situé sur une des pentes du mont Cameroun qui est un volcan sujet à des éruptions régulières. Le mont Cameroun se situe dans une  zone géologiquement active, la Ligne Volcanique du Cameroun. Cette zone a contribué à donner la séparation du supercontinent Gondwana pour donner naissance aux plaques Africaine et Sud-Américaine.
- L'an 450, première éruption observée par le navigateur carthaginois Hannon[3],
- 1909 ;
- 1922, la coulée de lave atteint l'océan Atlantique;
- 1954 ; 1959 ;
- 1982[4], la coulée de larve parcours 11 km,
- Avril 1999
- Le 19 mars 2005[5]
- le 04 février 2012[2]

## Histoire
Selon la tradition orale, le premier chef du village est Ekandje. En tant que chef fondateur, il s'installe pour la première fois au sud du mont Cameroun et sur le golfe de Guinée. Le navire du chef s'échoue au village Mboko, à l'Est du mont Cameroun. Il épouse alors la princesse Mboko donc le père se nomme Ekoli. Les enfants et les descendants issus de leur mariage constituent la lignée actuelle des chefs traditionnels de Wovia.
| N° | Nom et prénom | Période de règne |
| -- | ------------- | ---------------- |
| 1  | Ekanje        |                  |
| 2  | Wosoko        |                  |
| 3  | Molungu       |                  |
| 4  | Ekema Ekema   |                  |
| 5  | Mafua         | 19xx - 1911      |
| 5  | Sombo Mbesa   | 1955 - 1957      |

## Patrimoine et culture

### La pêche
Du fait de la proximité avec l’océan Atlantique, la pêche artisanale fait partie intégrante de la culture des habitants de Wovia . Cette pêche s'effectue le long des côtes de l'océan, à une distance d'environ 3.2 km à partir du rivage. Les pirogues se concentrent dans les estuaires du secteur côtier des surfaces. Selon une étude menée par le Fonds Alimentaire Mondial, en 1983, le village compte 432 pirogues, pour 1172 pêcheurs et une estimation de 6600 tonnes de poisson par an. La pratique de la pêche artisanale s'effectue suivant trois types de pirogues:
- Les petites pirogues de 4 à 6 mètres de long transportant deux personnes. Pour ce cas précis, l'on utilise les crochets et des fils de pêche pour attraper les poissons-chats et les barracudas.
- Les pirogues moyennes de 7 à 8 mètres de long, utilisant les filets maillants de 100 à 300 mètres de long. On les plonge dans les estuaires de l'océan à une profondeur de 3 à 9 mètres pour attraper les bancs de sardines.
- Les grandes pirogues de longueur comprise entre 10 et 12 mètres pouvant transporter 14 hommes.

Plusieurs projets sont actuellement implémentés en vue de la modernisation des activités liées à la pêche. C'est le cas par exemple des fours de séchage de poisson à énergie solaire offerts par le consortium Africain.

## Personnalités liées à Wovia
- Henry Njalla Quan, dirigeant sportif camerounais (1949-2012)